# 木場克己
木場 克己（こば かつみ、1965年12月26日 - ）は、日本のトレーナー。KOBAスポーツエンターテイメント株式会社代表取締役。

## 来歴
学生時代は柔道やレスリングなど格闘技に取り組んでいたが、腰椎圧迫骨折により競技を退いた。
鍼灸師や柔道整復師の資格を取得して整形外科に勤務していた際、スポーツ障害を抱えた選手と交流したことを機にアスレティックトレーナーへと転向。1995年より東京都江東区猿江を本拠地に活動していた東京ガスサッカー部（現 FC東京）に加入。同部でトレーナーを務める傍ら、1996年には猿江に鍼灸接骨院を開業した。
2002年、FC東京の練習場移転を機に同クラブを離れ、以降は医療・リハビリの専門学校での講師や、スポーツ選手の個人トレーナー、アドバイザーなど活動の幅を広げている。体幹トレーニングの出版物は50冊以上に及び、累計で230万部以上を売り上げている。

## 主な書籍
- 『プロトレーナー木場克己の体幹バランスメソッド』カンゼン、2011年。ISBN 978-4862550996。
- 『綺麗なボディラインを造る決定版! 体軸バランストレーニングDVD BOOK』宝島社、2011年。ISBN 978-4796683968。
- 『体幹力を上げるコアトレーニング』成美堂出版、2011年。ISBN 978-4415311661。
- 『プロトレーナー木場克己の体幹パフォーマンスアップメソッド』カンゼン、2012年。ISBN 978-4862551290。
- 『カラダをリセット+体幹力UPのコアトレーニング』成美堂出版、2012年。ISBN 978-4415312972。
- 『体幹・体軸トレーニング』宝島社、2012年。ISBN 978-4796699013。
- 『「体幹」を鍛えるとなぜいいのか?』PHP研究所、2012年。ISBN 978-4569678603。
- 『「体幹力」チューブトレーニング』新星出版社、2012年。ISBN 978-4405086661。
- 『腹を凹ます体幹力トレーニング』三笠書房、2012年。ISBN 978-4837966579。
- 『体幹を鍛えれば腰痛は治せる』PHP研究所、2012年。ISBN 978-4569808253。
- 『ビジネスマンのための体幹トレ実践ノート』フォレスト出版、2013年。ISBN 978-4894515499。
- 『体幹チューブダイエット』新星出版社、2013年。ISBN 978-4405086715。
- 『ゴルフこそ体幹!』幻冬舎、2013年。ISBN 978-4344024083。
- 『体幹トレで脂肪燃焼』主婦の友社、2013年。ISBN 978-4072883143。
- 『体幹力を身につけるコア・ストレッチ』成美堂出版、2013年。ISBN 978-4415314488。
- 『子供の運動能力が高まる「体幹バランス」トレーニング』マキノ出版、2013年。ISBN 978-4837671916。
- 『木場克己が教える おなかやせ体幹ダイエット30DAYS』主婦の友社、2013年。ISBN 978-4072928530。
- 『トレーナー木場克己のサッカー専用トレーニング111 サッカー選手のパフォーマンスアップとケガ予防に必要なカラダづくり』カンゼン、2013年。ISBN 978-4862551580。